# Zirconi(IV) nitrat
Zirconi(IV) nitrat là một muối nitrat của kim loại chuyển tiếp hiếm zirconi với công thức hóa học Zr(NO3)4. Ngoài cái tên chính thức, hợp chất này còn được gọi dưới nhiều cái tên khác như zirconi tetranitrat hoặc zirconic nitrat.
Hợp chất này có mã số UN là UN 2728 và thuộc nhóm phân lớp 5.1, có nghĩa nó là một chất oxy hóa.

## Sử dụng
Zirconi(IV) nitrat được sản xuất bởi một số nhà cung cấp hoá chất. Nó được sử dụng như một nguồn cung cấp zirconi cho các hợp chất muối khác, với vai trò như một tiêu chuẩn phân tích hoặc như một chất bảo quản. Zirconi(IV) nitrat và nitroni pentanitratozirconat có thể được sử dụng như các chất tiền tích tụ hơi hóa học khi chúng bay hơi và phân hủy ở nhiệt độ trên 100 ℃ để hình thành zirconia. Ở 95 ℃, zirconi(IV) nitrat tăng áp với áp suất 0,2 mmHg và có thể được lắng đọng dưới dạng zirconi(IV) oxit trên silic ở nhiệt độ 285 ℃. Hợp chất này có lợi thế ở chỗ nó là một nguồn duy nhất, có nghĩa là nó không phải là hỗn hợp với các vật liệu khác như oxy, phân hủy ở nhiệt độ tương đối thấp và không làm ô nhiễm bề mặt của các nguyên tố khác như hydro hoặc flo.